# Buio Pesto al Teatro Carlo Felice
Buio Pesto al Teatro Carlo Felice è la seconda videocassetta dei Buio Pesto. È la registrazione del concerto dei Buio Pesto al Teatro Carlo Felice di Genova il 1º ottobre 2001.
Non è stata mai messa in vendita: era una copia omaggio per chi si iscriveva al "Zeneise Club".

## Video
1. Zeneize (intro)
2. Ruzzo & Buzzo sulla base di Rootsie & Boopsie  di Papa Winnie
3. Comme semmo contenti
4. Zeneize
5. Se adesso te ne vai (con Massimo Di Cataldo)
6. Sotto questo sole (con Francesco Baccini)
7. Consegna CD Cosmolandia (con Franco Malerba)
8. Black or White sulla base di Black or White di Michael Jackson
9. Pin de musse (remix)
10. Finale 2001

## Contenuti speciali
- Interviste
- Dietro le quinte
- Beneficenza

## Formazione
- Massimo Morini – voce e tastiera
- Davide Ageno – chitarra e voce
- Nino Cancilla – basso
- Danilo Straulino – batteria
- Federica Saba – voce
- Gianni Casella – voce
- Massimo Bosso – testi e voce